# 쿠마자와 나오토
쿠마자와 나오토(일본어: 熊澤尚人, 1967년 4월 6일 ~)는 일본의 극작가 겸 영화 감독이다. 세이조 대학 졸업.

## 감독 작품

### 영화
- Rainbow (1999년 단편 영화)
- TOKYO NOIR 도쿄 느와르 ~ Birthday (2004년 단편 영화)
- 니라이카나이에서 온 편지 (2005년)
- 엄지 찾기 (2006년)
- 무지개 여신 Rainbow Song (2006년)
- 비의 날개 (2008년 단편 영화)
- DIVE! (2008년)
- 오토 나 리 (2009년)
- 너에게 닿기를 (2010년)
- 연애 징크스!!! (2013년)
- 근거리 연애 (2014년)

### 라디오 드라마
- SEEDS OF MOVIES 소녀 모충 (2004년)

### 뮤직 비디오 연출
- 마에다 아츠코 〈Flower〉 (2011년)
- androp 〈End roll〉 (2012년) ※나가사와 마사미 출연 단편 영화.